# The Album (album The Firm)
The Album – jedyny album amerykańskiej supergrupy The Firm, w której skład wchodzili Nas, AZ, Cormega, Foxy Brown i Nature. Ukazał się 21 października 1997 nakładem wytwórni Aftermath Entertainment.

## Lista utworów
Opracowano na podstawie źródła.
| #  | Tytuł                           | Wykonawcy                          | Producent                | Czas |
| -- | ------------------------------- | ---------------------------------- | ------------------------ | ---- |
| 1  | "Intro"                         |                                    | Dr. Dre, The Glove       | 0:47 |
| 2  | "Firm Fiasco"                   | AZ, Foxy Brown, Nas                | Dr. Dre, The Glove       | 4:28 |
| 3  | "Phone Tap (Intro)"             |                                    |                          | 0:35 |
| 4  | "Phone Tap"                     | AZ, Nas, Nature                    | Dr. Dre, The Glove       | 3:46 |
| 5  | "Executive Decision"            | AZ, Nas, Nature                    | Kurt Gowdy, Trackmasters | 3:43 |
| 6  | "Firm Family"                   | Nature, Dr. Dre                    | Dr. Dre, The Glove       | 4:00 |
| 7  | "Firm All Stars"                | Foxy Brown, Pretty Boy             | Trackmasters             | 3:20 |
| 8  | "Fuck Somebody Else (Intro)"    |                                    |                          | 1:19 |
| 9  | "Fuck Somebody Else"            | Foxy Brown                         | Dr. Dre, The Glove       | 4:23 |
| 10 | "Hardcore"                      | Foxy Brown, Nas                    | Trackmasters             | 4:10 |
| 11 | "Untouchable"                   | Wizard                             | Dr. Dre, Mel-Man         | 4:10 |
| 12 | "Five Minutes to Flush (Intro)" |                                    |                          | 0:45 |
| 13 | "Five Minutes to Flush"         | Nature                             | Dr. Dre, The Glove       | 4:43 |
| 14 | "Desperados (Intro)"            |                                    |                          | 0:29 |
| 15 | "Desparados"                    | AZ, Nature, Canibus                | Curt Gowdy, Trackmasters | 4:30 |
| 16 | "Firm Biz"                      | AZ, Foxy Brown, Nas, Dawn Robinson | L.E.S.                   | 3:24 |
| 17 | "I'm Leaving"                   | Nature, Noreaga                    | Trackmasters             | 3:31 |
| 18 | "Throw Your Guns"               | AZ, Half a Mill                    | Trackmasters             | 3:58 |